# ریوارولو مانتوانو
ریوارولو مانتوانو (به ایتالیایی: Rivarolo Mantovano) یک کومونه در ایتالیا است که در استان منتووا واقع شده‌است.

## خصوصیات
ریوارولو مانتوانو ۲۵٫۵ کیلومترمربع مساحت و ۲٬۶۶۱ نفر جمعیت دارد و ۲۶ متر بالاتر از سطح دریا واقع شده‌است.